# Michael Junge
Michael Junge (zm. 17 marca 1442) – biskup diecezji sambijskiej w latach 1425–1442.
Pochodził z gdańskiej rodziny mieszczańskiej. Studiował na Uniwersytecie Karola w Pradze, gdzie został w 1401 r. immatrykulowany na wydziale prawa. Został kapłanem krzyżackim. W 1414 był kanonikiem, a w 1422 dziekanem kapituły sambijskiej. Od 1424 proboszcz parafii katedralnej. W latach 1414–1418 był komturem zamku biskupiego w Fischenhusen. Biskup sambijski Johann von Saalfeld wskazał w testamencie M. Junge na swojego następcę; 4 września 1425 został przez kapitułę sambijską jednogłośnie wybrany na ordynariusza. Papież Marcin V zatwierdził wybór w grudniu 1425 r. Konsekracja miała miejsce w początku 1426 r.
Fundator kościołów i szpitali dla ubogich. Pochowany 20 marca 1442 r. w katedrze w Królewcu.